# تاپیوشاگ
تاپیوشاگ (به مجاری:  Tápióság) یک سکونتگاه مسکونی واقع در مجارستان است که در شهرستان پشت واقع شده‌است.

## خصوصیات
تاپیوشاگ ۳۳٫۵۴ کیلومترمربع مساحت و ۲٬۷۲۷ نفر جمعیت دارد.